# Jacaré (futebolista)
Érmison José Leopoldo, mais conhecido como Jacaré (Florianópolis, 4 de abril de 1971), é  um ex-futebolista brasileiro que atuava como atacante.

## Carreira
Jacaré iniciou sua carreira bem cedo no time juvenil da Astel, que é um clube de sua cidade natal. Mas sua carreira deu-se principalmente no Avaí Futebol Clube na década de 1990, destacando-se como um emérito goleador.
Teve uma passagem muito curta pela Malásia em 1995, mas não se adaptou com o futebol e a alimentação do país. Ao retornar ao Brasil passou por Grêmio e Londrina até retornar ao Avaí aonde foi campeão e um dos artilheiros do Campeonato Catarinense de Futebol de 1997.
No final de 1997, Jacaré foi negociado pelo Avaí ao Boavista de Portugal numa negociação que rendeu ao clube US$ 450.000,00. Foi a contratação mais cara do time português até então.
Em 2000, Jacaré foi emprestado ao Porto de Pernambuco, seguindo depois para o Náutico, Santa Cruz e Atlético de Ibirama, aonde encerrou sua carreira no futebol profissional em 2004.
Hoje, Jacaré atua em times do futebol amador da grande Florianópolis e é funcionário da Secretaria de Saúde, após se formar em administração pela UNISUL.

## Apelido
Recebeu o apelido de Jacaré em virtude do seu pai, Antônio José Leopoldo, um ex-goleiro profissional do Avaí Futebol Clube, também conhecido como Jacaré.

## Títulos

### Clube
Avaí
- Campeão Catarinense (2ª divisão) - 1994
- Campeão Catarinense - 1997

Boavista
- Taça de Portugal - 1996–97
- Supertaça Cândido de Oliveira - 1996–97

### Prêmios individuais
Avaí
- Artilheiro do Campeonato Catarinense de 1994 (2.ª divisão) - 10 gols
- Artilheiro do Campeonato Catarinense de 1997 - 13 gols